# Médis
Médis – miejscowość i gmina we Francji, w regionie Nowa Akwitania, w departamencie Charente-Maritime.
Według danych na rok 1990 gminę zamieszkiwało 1965 osób, a gęstość zaludnienia wynosiła 84 osób/km² (wśród 1467 gmin regionu Poitou-Charentes Médis plasuje się na 142. miejscu pod względem liczby ludności, natomiast pod względem powierzchni na miejscu 298.).